# Veauche
Veauche é uma comuna francesa na região administrativa de Auvérnia-Ródano-Alpes, no departamento de Loire. Estende-se por uma área de 10,41 km². Em 2010 a comuna tinha 9 081 habitantes (densidade: 872,3 hab./km²).